# Duchess-Klasse
Die Duchess-Klasse war eine Baureihe von vier Passagierschiffen der Canadian Pacific Navigation Company. Als erste Einheit der Klasse kam im Juni 1928 die Duchess of Bedford in Fahrt. Ihr folgten die Duchess of Atholl, Duchess of Richmond und schließlich im März 1929 die Duchess of York. Die für den Transatlantikdienst konzipierten Schiffe wurden überwiegend im Liniendienst von Liverpool nach Kanada eingesetzt, jedoch gelegentlich auch für Kreuzfahrten genutzt. Die vier Schwesterschiffe waren wegen ihres starken Rollens bei schwerer See auch unter dem Spitznamen The Drunken Duchesses (deutsch: Die betrunkenen Herzoginnen) bekannt.
Im Zweiten Weltkrieg dienten alle vier Schiffe als Truppentransporter für die Royal Navy, wobei die Duchess of Atholl und die Duchess of York bei Kampfhandlungen versenkt wurden. Die übrigen Einheiten Duchess of Bedford und Duchess of Richmond wurden nach dem Krieg modernisiert und in Empress of France und Empress of Canada umbenannt. Während die Empress of Canada 1953 durch ein Feuer zerstört wurde, blieb die Empress of France als letztes Schiff der Klasse noch bis 1960 in Fahrt.

## Planung und Bau

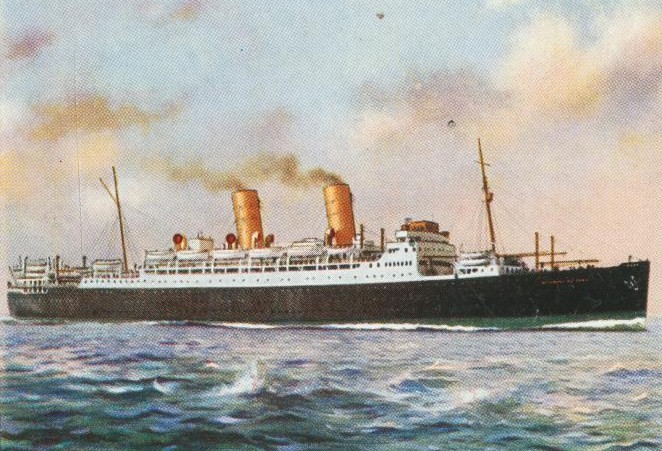
Postkartenmotiv der Duchess-Klasse, hier von der Duchess of York

Die Canadian Pacific Navigation Company hatte seit der Empress of Canada im Jahr 1922 kein neues Schiff mehr in Dienst gestellt und orderte daher eine Baureihe von vier Schiffen für den Transatlantikdienst von Liverpool nach Kanada. Mit Ausnahme der Empress of Canada sollten diese Schiffe die bislang größten werden, die von der Canadian Pacific in Auftrag gegeben wurde. Benannt waren die vier Schiffe nach britischen Herzoginnen. Die Duchess of York sollte ursprünglich den Namen Duchess of Cornwall tragen und wurde unter diesem Namen auch auf Kiel gelegt. Da jedoch alle anderen Schiffe der Klasse zu Ehren nach noch lebenden Herzoginnen benannt waren und die zu diesem Zeitpunkt letzte Herzogin von Cornwall Alexandra von Dänemark bereits 1925 starb, entschied sich die Reederei für Duchess of York. Die Einheiten der Duchess-Klasse trugen die Namen folgender Herzoginnen, die zum Teil selbst beim Stapellauf anwesend waren:
- Duchess of Bedford: Mary Russell, Duchess of Bedford
- Duchess of Atholl: Katharine Stewart-Murray, Duchess of Atholl (war auch Taufpatin des Schiffes)
- Duchess of Richmond: Hilda Gordon-Lennox, Duchess of Richmond
- Duchess of York: Elizabeth Bowes-Lyon, Duchess of York (war auch Taufpatin des Schiffes)

Die neue Schiffsklasse konnte 580 Passagiere in der Kabinenklasse, 480 in der Touristenklasse und 510 in der 3. Klasse befördern. Die Besatzung der vier Schiffe bestand aus 510 Personen. Die Einheiten der Duchess-Klasse waren für eine Dienstgeschwindigkeit von 17,5 Knoten ausgelegt, ihre offizielle Höchstgeschwindigkeit betrug 18 Knoten. Die Duchess of Bedford soll jedoch auf einigen Fahrten auch bis zu 20 Knoten erreicht haben. Angetrieben wurden die Schiffe von sechs Dampfturbinen, die auf Doppelschrauben liefen und eine Leistung von bis zu 14.700 kW (20.000 PS) erzeugten.
Den Auftrag zum Bau von drei der vier Duchess-Schiffe erhielt John Brown & Company in Clydebank. Lediglich die Duchess of Atholl wurde in der Werft von William Beardmore and Company in Dalmuir gebaut. Ursprünglich sollte die Duchess of Atholl als erstes Schiff der Klasse abgeliefert werden, jedoch verzögerte sich die Indienststellung wegen eines Turbinenschadens. Als Typschiff der Duchess-Klasse ging daher im Mai 1928 die Duchess of Bedford in den Besitz der Canadian Pacific über. Hierfür wurden die Bauarbeiten am erst wenige Monate zuvor vom Stapel gelaufenen Schiff beschleunigt, um den geplanten Termin der Jungfernfahrt der Duchess of Atholl einzuhalten, der zuvor bereits groß angekündigt worden war. Am 1. Juni 1928 nahm sie den Liniendienst von Liverpool nach Kanada auf. Ihr folgten die Duchess of Atholl im Juli 1928, die Duchess of Richmond im Januar 1929 und als letztes die Duchess of York im März 1929. Wie alle Schiffe der Canadian Pacific Navigation Company wurden auch die Einheiten der Duchess-Klasse unter britischer statt kanadischer Flagge registriert.

## Dienstzeit

### Vorkriegsjahre

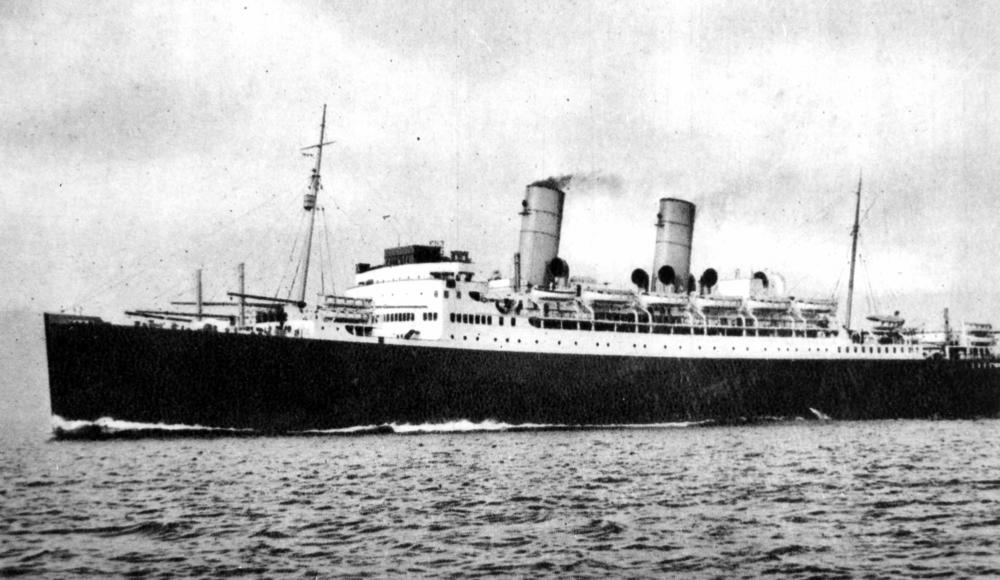
Die Duchess of York

Die Duchess-Klasse erwies sich als sehr erfolgreich auf der Transatlantik-Route nach Kanada. Die Schiffe liefen hierbei unterschiedliche Häfen an. Während die Duchess of Bedford, Duchess of Atholl und die Duchess of Richmond für den Dienst nach Québec und Montreal genutzt wurden, lief die Duchess of York bis zum Ausbruch des Krieges Saint John in New Brunswick an.
Der Duchess of Bedford gelang auf ihrer zweiten Reise ein neuer Geschwindigkeitsrekord in westlicher Richtung auf ihrer Strecke, für die sie sechs Tage, und neuneinhalb Stunden benötigte. 1930 stellte die Duchess of York auf der Strecke nach Saint John ebenfalls einen Geschwindigkeitsrekord auf. Jedoch neigten die vier Schiffe dazu, bei schwerer See zu rollen. Sie erhielten daher den Beinamen Drunken Duchesses. Neben dem Liniendienst wurden die Schiffe der Duchess-Klasse auch für vereinzelte Kreuzfahrten genutzt. So war bereits die Jungfernfahrt der Duchess of Richmond im Januar 1929 eine Rundreise von Gibraltar ins Mittelmeer. Angeboten wurden zudem Reisen in verschiedene europäische Häfen sowie nach Bermuda.
Mit dem Jahr 1930 und der Wirtschaftskrise sanken die Passagierzahlen der Anfangs sehr erfolgreichen Schwesterschiffe für kurze Zeit rapide. Daher wurden die Einheiten der Duchess-Klasse in dieser Zeit überwiegend für Kreuzfahrten eingesetzt und lagen zeitweise sogar beschäftigungslos im Hafen von Liverpool.
In den Vorkriegsjahren waren die Schiffe der Duchess-Klasse in mehrere kleine Unfälle verwickelt. So kollidierte die Duchess of Bedford am 13. Juli 1933 vor Neufundland mit einem Eisberg, blieb dabei aber unbeschädigt. An dem Einsatzgebiet der vier Einheiten änderte sich bis Kriegsbeginn nur wenig. In den 1930er-Jahren liefen die Duchess-Schiffe neben Liverpool auch den Hafen von Southampton an. Die vier Schwestern galten wegen ihres Komforts neben der weitaus größeren, 1931 in Dienst gestellten Empress of Britain als glamourös und bei den Prominenten Passagieren der Reederei beliebt. Zu den bekannten Gästen an Bord der Schiffe gehörten unter anderem der Bankier Montagu Norman sowie Robert Baden-Powell, der bei der Jungfernfahrt der Duchess of Richmond mitreiste.

### Zweiter Weltkrieg

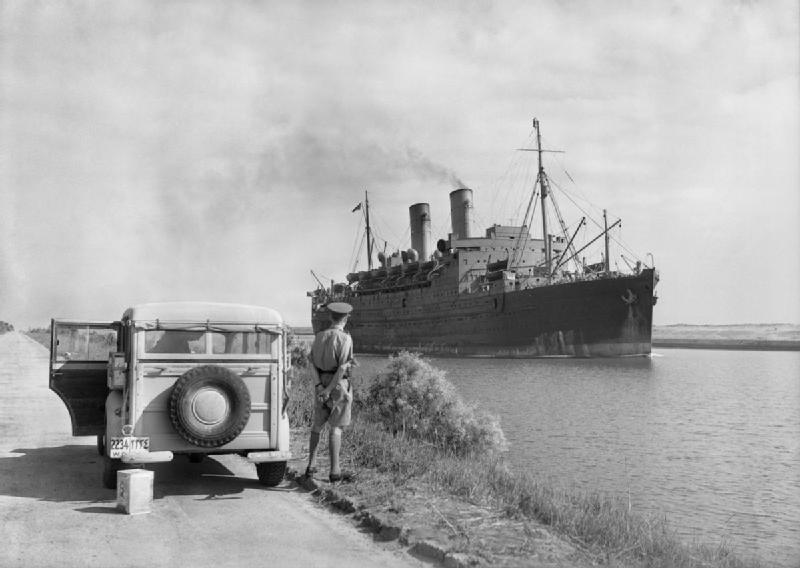
Die Duchess of Bedford als Truppentransporter im Oktober 1940

Nach Ausbruch des Zweiten Weltkriegs wurden alle vier Schiffe der Duchess-Klasse von der Royal Navy beschlagnahmt und zu Truppentransportern umgerüstet. Hierbei waren die Schwesterschiffe an einigen wichtigen Kriegsoperationen beteiligt. So beförderte die Duchess of Bedford im Rahmen der Operation Torch nach Gibraltar. Die Duchess of Atholl evakuierte im Mai 1940 mehr als 800 britische Kinder nach Kanada und nahm genau zwei Jahre später an der Operation Ironclad teil. Die Duchess of York gehörte zu einem der WS-Geleitzüge und die Duchess of Richmond beförderte Truppen nach Nordafrika.
Am 10. Oktober 1942 wurde die Duchess of Atholl während einer Überfahrt von Kapstadt nach Großbritannien vor der Insel Ascension von einem Torpedo des deutschen U-Boots U 178 versenkt, der Backbord im Maschinenraum des Schiffes einschlug. Noch während ihres Untergangs wurde die Duchess of Atholl weitere zwei Male von der U 178 getroffen, ehe sie vollständig versank. Vier Besatzungsmitglieder kamen hierbei ums Leben.
Am 11. Juli 1943 wurde die in einem Konvoi befindliche Duchess of York vor Vigo von Flugzeugen des Typs Focke-Wulf Fw 200 angegriffen und evakuiert, nachdem sie nach einigen Bombentreffern in Flammen aufging. Das brennende Wrack wurde am folgenden Tag vom Zerstörer Douglas versenkt, um keine U-Boote anzulocken. Insgesamt starben bei dem Angriff auf den Konvoi mehr als 100 Menschen.

### Nachkriegszeit

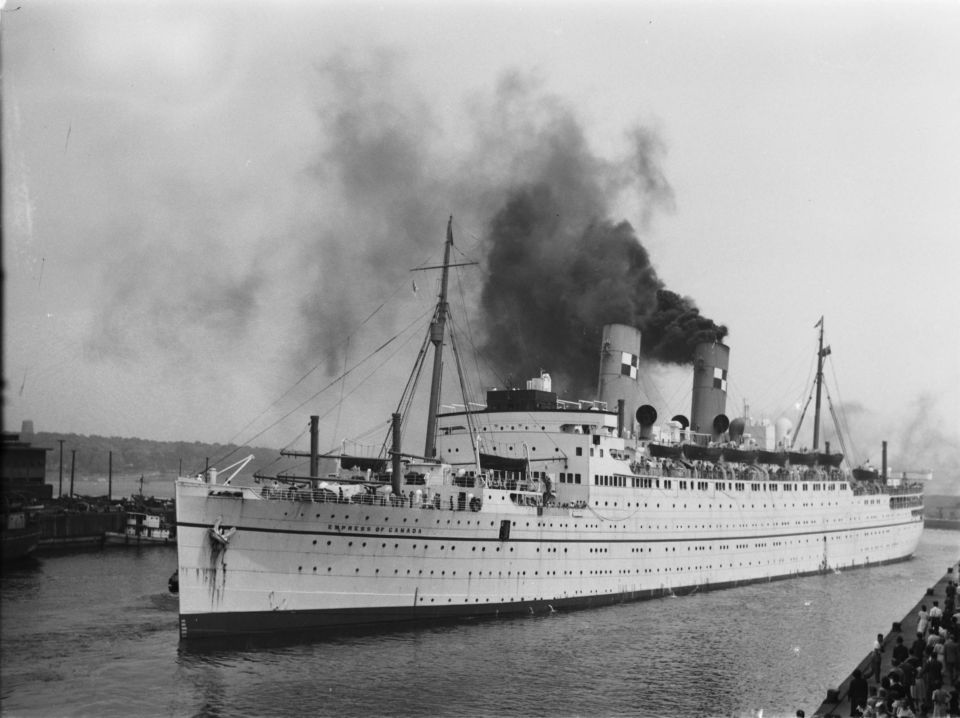
Die Empress of Canada in Montreal, Juli 1947

Die verbleibenden Einheiten Duchess of Bedford und Duchess of Richmond waren nach dem Kriegseinsatz verbraucht und galten als veraltet. Sie wurden daher umfangreich modernisiert und in den neuen Farben der Canadian Pacific bemalt. Auch die Aufteilung der Passagiere veränderte sich. Nach der Modernisierung erhielten die beiden Schiffe die neuen Namen Empress of France und Empress of Canada. Die Empress of Canada nahm im Juli 1947 wieder den Liniendienst auf, die Empress of France erst über ein Jahr später im September 1948.
Am 25. Januar 1953 wurde die Empress of Canada an ihrem Dock in Liverpool durch ein Feuer zerstört und kenterte anschließend durch das ins Innere gepumpte Löschwasser. Das als Totalschaden abgeschriebene Schiff konnte erst nach einem Jahr aufwendig geborgen und anschließend zur Verschrottung ins italienische La Spezia geschleppt werden. Die Empress of France blieb noch weitere sechs Jahre in Fahrt, ehe sie im Dezember 1960 nach 32 Dienstjahren ihre letzte Überfahrt beendete und anschließend zum Verschrotten ins walisische Newport  ging.

## Ausstattung
Die Schiffe der Duchess-Klasse verfügten über eine komfortable Ausstattung. Jede Kabinenkategorie besaß einen eigenen Speisesaal, eine Lounge, ein Lese- und Schreibzimmer sowie einen Rauchsalon. Einige der öffentlichen Bereiche teilten sich die Klassen miteinander. Hierzu gehörte unter anderem der Gymnastikraum.